# افيجارفي
افيجارفي بحيرة افيجارفي هي عبارة عن بحيرة تقع في دولة فنلندا في افيجارفي، في منطقة تافاستيا. البحيرة هي جزء من اهتافانجوكي .تبلغ مساحتهه السطحية حوالي 28 كيلو متر مربع.